# Anolis solitarius
Espèce
Synonymes
- Dactyloa solitarius (Ruthven, 1916)

Anolis solitarius est une espèce de sauriens de la famille des Dactyloidae. 

## Répartition
Cette espèce est endémique de Colombie. Elle se rencontre dans la Sierra Nevada de Santa Marta.

## Publication originale
- Ruthven, 1916 : Three new species of Anolis from the Santa Marta Mountains, Colombia. Occasional Papers of the Museum of Zoology, University of Michigan, no 32, p. 1-8 (texte intégral).